# Saint-Antoine-sur-l'Isle

Saint-Antoine-sur-l'Isle este o comună în departamentul Gironde din sud-vestul Franței. În 2009 avea o populație de 535 de locuitori.

## Evoluția populației
| An        | 1975 | 1982 | 1990 | 1999 | 2006 | 2009 |
| --------- | ---- | ---- | ---- | ---- | ---- | ---- |
| Populație | 405  | 387  | 396  | 435  | 526  | 535  |